# Peña Blanca
La Peña Blanca fou una agrupació política creada a Barcelona el 14 d'abril de 1931, el mateix dia de la proclamació de la Segona República Espanyola per l'aristòcrata i poeta Miquel de Gomis i Casas. La seva ideologia era monàrquica espanyolista defensora de la restauració d'Alfons XIII. Era formada per un centenar de membres, la gran majoria de l'aristocràcia catalana, com Lluís de Foronda i Gómez, Santiago Nadal i Gaya, Ildefons d'Ayguavives i de Solà i Joan Carles d'Ayguavives i de Solà, Enrique García-Ramal y Cellalbo, Aureli Joaniquet i Extremo, Josep Bertran i Güell, Darius Rumeu i Freixa (el baró de Viver), el comte del Montseny, i altres, molts d'ells burgesos industrials ennoblits pel rei Alfons XIII.
No passà mai del miler d'afiliats malgrat la solvència financera del grup, gràcies a les aportacions que els feia regularment el comte de Fígols. Organitzava cicles de conferències on hi intervenien polítics lligats a Acción Española, com Antonio Goicoechea i José María Pemán. El 1932 es presentà a les eleccions del Parlament de Catalunya, en coalició amb Comunió Tradicionalista en la llista Dreta de Catalunya, però només va obtenir 15.500 vots. Després d'aquest fracàs, el 1933 es van integrar en Renovación Española.